# Z góry przepraszam
Z góry przepraszam – amerykański serial telewizyjny (komedia) wyprodukowany przez  Kablamo!, Gloria Sanchez Productions oraz Lonely Island Productions, którego twórcą jest Andrea Savage.
Serial jest emitowany od 12 lipca 2017  przez truTV, natomiast w Polsce będzie od 22 października 2017 roku na  TNT Polska.

## Opis fabuły
Serial opowiada o Andrei, matce i pisarce, której życie pozornie wygląda idealne, ale takie nie jest.

## Obsada

### Główna
- Andrea Savage jako Andrea[3]
- Tom Everett Scott jako Mike[3]
- Olive Petrucci jako Amelia

### Role drugoplanowe
- Kathy Baker jako Sharon[4]
- Nelson Franklin jako David[4]
- Judy Greer jako Maureen[4]
- Jason Mantzoukas jakoKyle[3]
- Martin Mull jako Martin[4]
- Lyndon Smith jako Miss Shelly
- Gary Anthony Williams jako Brian[3]
- Steve Zissis jako Sandy

## Odcinki
| Sezon | Odcinki | Oryginalna emisja w | Oryginalna emisja w | Oryginalna emisja w TNT Polska | Oryginalna emisja w TNT Polska | Oryginalna emisja w TNT Polska |
| Sezon | Odcinki | Premiera sezonu     | Finał sezonu        | Premiera sezonu                | Finał sezonu                   |                                |
| ----- | ------- | ------------------- | ------------------- | ------------------------------ | ------------------------------ | ------------------------------ |
| 1     | 10      | 12 lipca 2017       | 6 września 2017     | 22 października 2017           | 19 listopada 2017              |                                |
| 1     | 10      | 9 stycznia 2019     | 13 marca 2019       |                                |                                |                                |

### Sezon 1 (2017)
| Nr | #  | Tytuł           | Reżyseria             | Scenariusz                         | Premiera w truTV | Premiera w TNT Polska |
| -- | -- | --------------- | --------------------- | ---------------------------------- | ---------------- | --------------------- |
| 1  | 1  | Pilot           | Rachel Lee Goldenberg | Andrea Savage                      | 12 lipca 2017    | 22 października 2017  |
| 2  | 2  | Racist Daughter | Dale Stern            | Andrea Savage                      | 12 lipca 2017    | 22 października 2017  |
| 3  | 3  | Ass Cubes       | Dale Stern            | Joey Slamon                        | 19 lipca 2017    | 29 października 2017  |
| 4  | 4  | Goddess Party   | Dale Stern            | Dannah Phirman, Danielle Schneider | 26 lipca 2017    | 29 października 2017  |
| 5  | 5  | Acts of Service | Amy York Rubin        | Lon Zimmet                         | 2 sierpnia 2017  | 5 listopada 2017      |
| 6  | 6  | Too Slow        | Dale Stern            | Tony Gama-Lobo                     | 9 sierpnia 2017  | 5 listopada 2017      |
| 7  | 7  | Divorce Fantasy | Amy York Rubin        | Andrea Savage                      | 16 sierpnia 2017 | 12 listopada 2017     |
| 8  | 8  | Butt Bumpers    | Andrea Savage         | Dannah Phirman, Danielle Schneider | 23 sierpnia 2017 | 12 listopada 2017     |
| 9  | 9  | Weekend Alone   | Dale Stern            | Lon Zimmet                         | 30 sierpnia 2017 | 19 listopada 2017     |
| 10 | 10 | Off the Charts  | Amy York Rubin        | Joey Slamon                        | 6 września 2017  | 19 listopada 2017     |

### Sezon 2 (2019)
| Nr | #  | Tytuł                       | Reżyseria       | Scenariusz      | Premiera w truTV | Premiera w TNT Polska |
| -- | -- | --------------------------- | --------------- | --------------- | ---------------- | --------------------- |
| 11 | 1  | Quietly Bleeding            | Alex Reid       | Andrea Savage   | 9 stycznia 2019  |                       |
| 12 | 2  | These Are My Fingers        | Stephanie Laing | Elizabeth Laime | 16 stycznia 2019 |                       |
| 13 | 3  | Barbara T. Warren           | Andrea Savage   | Krister Johnson | 23 stycznia 2019 |                       |
| 14 | 4  | Couple's Massage            | Stephanie Laing | Andrea Savage   | 30 stycznia 2019 |                       |
| 15 | 5  | Extra Boobs                 | Alex Reid       | Jeff Drake      | 6 lutego 2019    |                       |
| 16 | 6  | The Small of My Back        | Alex Reid       | Joey Slamon     | 13 lutego 2019   |                       |
| 17 | 7  | Little Louse on the Prairie | Andrea Savage   | Joey Slamon     | 20 lutego 2019   |                       |
| 18 | 8  | Sophie's Choice             | Stephanie Laing | Andrea Savage   | 27 lutego 2019   |                       |
| 19 | 9  | Miss Diana Ross             | Alex Reid       | Krister Johnson | 6 marca 2019     |                       |
| 20 | 10 | New York vs. LA             | Stephanie Laing | Joey Slamon     | 13 marca 2019    |                       |

## Produkcja
Pod koniec czerwca 2016 roku, poinformowano, że do obsady dołączyli: Andrea Savage, Tom Everett Scott, Gary Anthony Williams oraz Jason Mantzoukas.
15 września 2016 roku, stacja truTV zamówiła pierwszy sezon komedii.
Pod koniec kwietnia 2017 roku, ogłoszono, że w serialu pojawią się: Kathy Baker, Nelson Franklin, Judy Greer i Martin Mull.
17 sierpnia 2017 roku, stacja truTV przedłużyła serial o drugi sezon.